# 緋櫻陽子
緋桜 陽子（ひざくら ようこ、本名：笹川 順子）は、元宝塚歌劇団娘役。大阪府豊中市出身。宝塚時代の愛称は順ちゃん。宝塚入団時は緋櫻 耀子であった。
姉は八千草露子（本名：笹川和子）と笹舟陽子（本名：笹川雅子）。

## 略歴
1940年に宝塚音楽舞踊学校（現在の宝塚音楽学校）に入学する。
1943年、30期生として、宝塚歌劇団に入団。
初舞台公演演目は『太陽の子供達』。
1952年?から1953年?まで雪組副組長を務める。
1953年に宝塚歌劇団を退団。
宝塚退団後は芸能界に進み、その後、化粧品販売業、コーディネイト・ファッションスタジオを開設。

## 映画出演
- 江戸っ子肌（1961年、東映）- お松 役
- ママおうちが燃えてるの（1961年、松竹）- 尼僧 役
- 黒蜥蜴（1962年、大映）- ひな夫人 役
- 真昼の罠（1962年、大映）- 絹代 役
- 風神雷神（1962年、大映）- 牧次子 役
- 黒シリーズ・黒の報告書（1963年、大映）- 峯島たつ 役
- その結婚異議あり（1963年、大映）- 藤間あき 役
- 囁く死美人（1963年、大映）- 河田晶子 役
- 女が愛して憎むとき（1963年、大映）- 松江 役
- アスファルト・ガール（1964年、大映）- リリー 役
- この道赤信号（1964年、大映）- マダム 役
- 無茶な奴（1964年、大映）- 金持ち 役
- 外人墓地の決斗（1964年、大映）- 伍堂陽子 役
- 裏階段（1965年、大映）- 海道知枝 役
- 夜の勲章（1965年、日活）- 秀子 役
- 復讐の牙（1965年、大映）- ムーンライトの女B 役
- 新・兵隊やくざ（1966年、大映）- 紅子 役

参考資料：緋桜陽子とは - Weblio辞書

## テレビドラマ出演
- 袋小路 （1956年10月9日、NHK）
- 酉歳三番叟（1957年1月1日、NTV）
- ある抵抗（1957年5月23日、NHK）
- やりくりアパート（1958年4月6日 - 1960年2月28日、大阪テレビ放送）- 未亡人 役
- 部長刑事（第41回）・冷えた女（1959年6月13日、OTV）
- 硝子のジョニー（1960年11月8日 - 1961年1月31日、MBS）
- 報酬のすべて（1961年3月18日、CX）
- 部長刑事（第135回・悪いひと（1961年4月8日、ABC）
- 朱と緑（1962年8月2日、NTV）

参考資料：緋桜 陽子 - テレビドラマ人名録 - テレビドラマデータベース